# Nikos Dendias
Nikos Dendias (grekiska: Νίκος Δένδιας), född 7 oktober 1959, är en grekisk politiker (Ny demokrati). Han gick med i Ny demokrati 1978 och blev invald i parlamentet 2004. Han var Greklands justitieminister från januari till oktober 2009.
Dendias tjänstgjorde som försvarsminister från november 2014 till januari 2015. Han är Greklands utrikesminister sedan 9 juli 2019.